# المرشدات الوحيدات
المرشدة الوحيدة هي من مرشدات وفتيات الكشافة اللاتي لا يحضرون اجتماعات مجموعة لمجموعة آخرى متنوعة من الأسباب. وهم منظمون في مجموعات وباقون على إتصال، على سبيل المثال، عن طريق رسالة أو البريد الإلكتروني. بدأ تطوير المرشدات الوحيدات في عام 1912 في المملكة المتحدة. العديد من الدول لديها تطوير مرشدة وحيدة.

## روابط خارجية
- Kerr، Rose (1976). Story of the Girl Guides 1908-1938. Great Britain: Girl Guides Association.
- "Girlguiding UK — About Us — What do Senior Section Members do?". The Guide Association. مؤرشف من الأصل في 2006-08-11. اطلع عليه بتاريخ 2006-10-02.
- "lones_inside.jpg". The Guide Association Scotland. مؤرشف من الأصل في 2007-01-15. اطلع عليه بتاريخ 2006-10-02.